# 島井寛仁
島井 寛仁（しまい ひろひと、1990年6月19日 - ）は、沖縄県浦添市出身の元プロ野球選手（外野手）。右投右打。株式会社Wildball取締役。

## 経歴

### プロ入り前
浦添中学校時代に100メートル11.0秒の俊足を買われ、野球部に所属しつつ陸上競技会に出場していた。3年生の時には走り幅跳びで記録した6メートル81センチは、2012年時点でも沖縄県の中学生記録になっている。
興南高校への入学直後に三塁手のレギュラーを確保したが、1年生の夏から投手に転向。最速140km/hの速球を武器に、同学年の東浜巨（沖縄尚学高）、伊波翔悟（浦添商高）などと肩を並べる投手になったが、人間関係の問題から2年生の春に西原高校に編入した。
西原高校への編入後は、しばらく野球部に所属していなかった が、監督の強い勧めを受けて入部。対外試合への出場が解禁された3年生の夏には、エース兼主将として全国高等学校野球選手権沖縄大会に出場。2回戦で自ら本塁打を放ったが敗退した。又吉克樹は、同校野球部での同期生に当たる。
高校卒業後は、地元のクラブチームであるビッグ開発ベースボールクラブを経て、熊本県の企業チーム・熊本ゴールデンラークスに入団。ゴールデンラークス時代には、スーパーマーケットの鮮ど市場で青果担当として働いていた。
2012年に第38回社会人野球日本選手権大会九州予選などの対外試合で58回の盗塁企図をすべて成功させた 俊足を見込まれて、2012年のNPBドラフト会議で、東北楽天ゴールデンイーグルスから5巡目で指名。契約金3,000万円、年俸840万円（金額は推定）という条件で入団した。入団当初は右打ち で、背番号は50。この背番号を楽天の日本人選手が着用した事例は、入団当初の島井が初めてであった。

### プロ入り後
2013年、二軍生活に終始。イースタン・リーグでは、公式戦65試合の出場で、打率.125（24打数3安打0本塁打）、0打点ながら16盗塁を記録した。
2014年、イースタン・リーグ公式戦71試合の出場で、打率.175ながら、1本塁打、13盗塁をマーク。シーズン終了後に球団から支配下選手登録の解除を通告されたが、後に育成選手としての再契約へ至り、背番号を005に変更した。
2015年、春季キャンプからスイッチヒッターへ転向する と、イースタン・リーグ公式戦76試合に出場。打率.163ながら、チームトップ（リーグ2位）の26盗塁を記録した。さらに、シーズン終了後に参加したフェニックスリーグでは、全21安打中14安打を内野安打で稼いでいる。育成選手に関するNPBの規約によって、10月31日に自由契約選手として公示された が、後に育成選手として契約を更改した。
2016年、イースタン・リーグ公式戦への出場は30試合どまりで、4盗塁を記録したものの、安打を1本も放てなかった。シーズン終了後には、前年と同じく自由契約選手としての公示を経て、育成選手として契約を更改した。
2017年、イースタン・リーグ公式戦61試合に出場。リーグの規定打席に届かなかったものの、28盗塁で盗塁王のタイトルを獲得し、打率.295を記録した。10月31日に自由契約選手として公示された が、11月22日に支配下登録選手として再契約。背番号も0に変更した。
2018年、春季キャンプを二軍で迎えたが、オープン戦から一軍に合流すると、5回の盗塁企図で4盗塁を記録するなど持ち前の俊足を発揮。代走要員として開幕一軍メンバーに入ると、3月30日には、千葉ロッテマリーンズとの開幕第3戦（ZOZOマリンスタジアム）7回表に代走で一軍公式戦へのデビューを果たした。一軍公式戦全体では、49試合の出場で14得点をマーク。チーム3位の6盗塁を記録する一方で、牽制死を3度喫した。「一軍の投手は（二軍と）レベルが違うので、左打ちでは通用しにくい」という理由で、5月2日には登録を両打ちから右打ちへ戻したが、打撃面では通算9打席で9打数ノーヒットに終わった。左脛骨の疲労骨折が発覚したため、シーズン終了後の12月10日に骨を接合する手術を受けた。
2019年、レギュラーシーズン中に、一軍と二軍を2度にわたって往復した。一軍公式戦では、通算で10試合に出場。打撃面では2打席（1打数）ノーヒット、走塁面では1盗塁1盗塁刺を記録しただけで、10月1日に球団から戦力外通告を受けた。通告後に社会人野球の4チームから入部のオファーを受けたが、11月下旬に現役からの引退を表明した。12月2日付で、NPBから自由契約選手として公示。

### 現役引退後
楽天からの戦力外通告の直後に、熊本ゴールデンラークス時代の監督だった田中敏弘（2015年の「鮮ど市場プラスジャパン」設立を機に代表取締役社長へ就任）から「まず他（のチームや会社）の話を聞いてきなさい」というアドバイスを受けた。実際には前述したクラブチームに加えて、一般企業7社からも入社の誘いを受けたが、結局は田中の勧めに沿って鮮ど市場プラスジャパンへ入社。入社後は、ゴールデンラークスや「鮮ど市場ヒゴバックス」（2018年から活動しているクラブチーム）のアドバイザーとしての役割を担いつつ、地元・熊本県内でのスポーツ振興事業にも携わっている。
2021年1月20日、今年度よりリーグ戦を開始する九州アジアリーグの運営団体である「九州アジアプロ野球機構」の運営グループ長に就任したことを機構のTwitterにて発表した。九州アジアプロ野球機構の理事長は前出の田中敏弘が務めている。
2024年から活動を再開する古巣の熊本ゴールデンラークスのコーチに就任。

## 選手としての特徴・人物
手動計測で50メートル走5.6秒 を記録した俊足と、遠投で110メートルを記録した強肩が武器の外野手。
松井稼頭央を目標の選手に挙げ、2015年にスイッチヒッターへ転向した際には松井から「左打席は作られた打席だから倍の練習が必要だが、右打席もおろそかにしたらいけない」というアドバイスを受けていた。
楽天では3年目の2015年から育成選手としてのプレーを余儀なくされたが、当時の二軍監督だった平石洋介からの俊足に対する高い評価を背景に、イースタン・リーグ公式戦で平石から勝負どころの代走へたびたび起用。2017年のシーズン終了後に支配下登録選手へ返り咲くと、平石がシーズン途中から一軍の監督代行に就任した2018年には、代走要員としての一軍帯同を認められた。
楽天時代の2015年に、6歳年上の女性と結婚した。

## 詳細情報

### 年度別打撃成績
| 年 度     | 球 団     | 試 合 | 打 席 | 打 数 | 得 点 | 安 打 | 二 塁 打 | 三 塁 打 | 本 塁 打 | 塁 打 | 打 点 | 盗 塁 | 盗 塁 死 | 犠 打 | 犠 飛 | 四 球 | 敬 遠 | 死 球 | 三 振 | 併 殺 打 | 打 率 | 出 塁 率 | 長 打 率 | O P S |
| --------- | --------- | ----- | ----- | ----- | ----- | ----- | -------- | -------- | -------- | ----- | ----- | ----- | -------- | ----- | ----- | ----- | ----- | ----- | ----- | -------- | ----- | -------- | -------- | ----- |
| 2018      | 楽天      | 49    | 9     | 9     | 14    | 0     | 0        | 0        | 0        | 0     | 0     | 6     | 3        | 0     | 0     | 0     | 0     | 0     | 4     | 1        | .000  | .000     | .000     | .000  |
| 2019      | 楽天      | 10    | 2     | 1     | 4     | 0     | 0        | 0        | 0        | 0     | 0     | 1     | 1        | 0     | 0     | 1     | 0     | 0     | 0     | 0        | .000  | .500     | .000     | .500  |
| 通算：2年 | 通算：2年 | 59    | 11    | 10    | 18    | 0     | 0        | 0        | 0        | 0     | 0     | 7     | 4        | 0     | 0     | 1     | 0     | 0     | 4     | 1        | .000  | .091     | .000     | .091  |

- 2019年度シーズン終了時

### 年度別守備成績
| 年 度 | 球 団 | 外野  | 外野  | 外野  | 外野  | 外野  | 外野     |
| 年 度 | 球 団 | 試 合 | 刺 殺 | 補 殺 | 失 策 | 併 殺 | 守 備 率 |
| ----- | ----- | ----- | ----- | ----- | ----- | ----- | -------- |
| 2018  | 楽天  | 21    | 9     | 0     | 0     | 0     | 1.000    |
| 2019  | 楽天  | 10    | 4     | 0     | 0     | 0     | 1.000    |
| 通算  | 通算  | 31    | 13    | 0     | 0     | 0     | 1.000    |

- 2019年度シーズン終了時

### 記録
初記録
- 初出場：2018年3月30日、対千葉ロッテマリーンズ1回戦（ZOZOマリンスタジアム）、7回表にジャフェット・アマダーの代走で出場
- 初打席：同上、9回表に有吉優樹から一塁ゴロ
- 初先発出場：2018年4月25日、対千葉ロッテマリーンズ4回戦（楽天生命パーク宮城）、9番・中堅手で先発出場
- 初盗塁：2018年5月26日、対福岡ソフトバンクホークス11回戦(福岡 ヤフオク!ドーム)、6回表に二盗 (投手・リック・バンデンハーク 捕手・市川友也)

### 背番号
- 50 （2013年 - 2014年）
- 005 （2015年 - 2017年）
- 0 （2018年 - 2019年）

### 登場曲
- 「アンマー」 かりゆし58 （2018年 - ）